# Qusay Munir
Qusay Munir Aboodi (en árabe: قصي منير عبودي‎; nacido en Nasiriya, Irak, 12 de abril de 1981) es un exfutbolista internacional y entrenador de fútbol iraquí que jugaba de centrocampista.

## Biografía
Qusay Munir, que actuaba normalmente como centrocampista defensivo, empezó su carrera futbolística en el Al-Sinaa.
Luego jugó en el Al Quwa Al Jawiya, donde fue elegido Jugador iraquí del año, antes de marcharse a Catar para unirse al Al-Khor SC. Con este equipo ganó la Copa Qatar Crown Prince.
La temporada 2005-06 la pasa en Arabia Saudita jugando para el Al Hazm. Al año siguiente regresa a su país natal para fichar por el Arbil FC, club al que ayuda a conquistar el título de Liga. El 15 de julio de 2006 sufrió una importante lesión que le mantuvo alejado de los terrenos de juego durante casi un año.
En 2007 emigra a los Emiratos Árabes Unidos, en donde se une al Sharjah Football Club. Allí reapareció después de su lesión, el 13 de julio, fecha en la que debuta con su nuevo club.
En 2008 firma un contrato con su actual equipo, el Qatar SC. En su primera temporada se proclama campeón de la Copa Qatar Crown Prince.

## Selección nacional
Ha sido internacional con la Selección de fútbol de Irak en 52 ocasiones. Su debut con la camiseta nacional se produjo el 22 de julio de 2002 en el partido Irak 2-1 Siria, en el que Qusay Munir consiguió marcar.
Formó parte del equipo olímpico que participó en el Torneo masculino de fútbol en los Juegos Olímpicos de Atenas 2004. Con este equipo Qusay Munir llegó a semifinales.
Participó en la Copa Asiática 2004; Ganó con su selección la edición de 2007, torneo en el que disputó cinco encuentros.

### Goles internacionales
| # | Fecha      | Lugar                                      | Rival        | Gol | Resultado | Competición                |
| - | ---------- | ------------------------------------------ | ------------ | --- | --------- | -------------------------- |
| 1 | 22-07-2002 | Al-Shaab Stadium, Irak                     | Siria        | 0   | 2-1       | Amistoso                   |
| 2 | 22-07-2004 | Chengdu Longquanyi Football Stadium, China | Turkmenistán | 2-3 | 2-3       | Copa Asiática 2004         |
| 3 | 13-08-2004 | Estadio Rey Abdullah, Jordania             | Uzbekistán   | 1-2 | 1-2       | Clasificación Mundial 2006 |
| 4 | 16-11-2004 | Estadio Al-Gharafa, Catar                  | Palestina    | 1-0 | 4-1       | Clasificación Mundial 2006 |
| 5 | 16-11-2004 | Estadio Al-Gharafa, Catar                  | Palestina    | 2-0 | 4-1       | Clasificación Mundial 2006 |

## Clubes
| Club                  | País                   | Año       |
| --------------------- | ---------------------- | --------- |
| Al-Sinaa              | Irak                   | 1998-2003 |
| Al Quwa Al Jawiya     | Irak                   | 2003-2004 |
| Al-Khor Sports Club   | Catar                  | 2004-2005 |
| Al Hazm               | Arabia Saudita         | 2005-2006 |
| Arbil FC              | Irak                   | 2006-2007 |
| Sharjah Football Club | Emiratos Árabes Unidos | 2007-2008 |
| Qatar SC              | Catar                  | 2008-2011 |
| Erbil SC              | Irak                   | 2011      |
| Baghdad FC            | Irak                   | 2011-2012 |
| Qatar SC              | Catar                  | 2012-2013 |
| Baghdad FC            | Irak                   | 2013      |
| Al-Shorta SC          | Irak                   | 2013-2014 |
| Al-Zawraa             | Irak                   | 2014-2015 |

## Títulos
- Jugador iraquí del año (2004)
- 2 Copas Qatar Crown Prince (Al-Khor SC, 2005; Qatar SC, 2009)
- 1 Liga de Irak (Arbil FC, 2007)
- 1 Copa Asiática (Selección iraquí, 2007)